# 李爭 (舉重運動員)
李爭（1986年1月12日—），中國男子舉重運動員，在廣西出生。

## 生涯
李爭在1997年於廣西的柳州地區業餘體育學校接受舉重訓練，兩年後，他轉至象縣體育學枚參與舉重訓練。2003年初，他仍為廣西舉重隊一員。同年年尾，他入選國家隊，教練是王國新。
2004年，李爭在山東濟南贏得了他個人的首個全國性錦標，當時他在全國錦標賽中的男子56公斤級小項以277.5公斤及較輕的體重壓過了同省的對手。同年11月在白俄羅斯的世界青年錦標賽中，他在同一小項中先後奪得了挺舉和總成績的冠軍。翌年，他再度贏得全國錦標賽，並在11月中第一次奪得世界錦標賽的冠軍名譽。
2006年10月，新一屆的世界錦標賽於加勒比海的島國多明尼加舉行，李爭在男子56公斤級小項中分別奪得抓舉與總成績兩項的金牌。兩個月後的多哈亞運，他以287公斤的總成績奪得當日中國舉重隊所得的其中一面金牌。

## 資料來源
1. ↑  .   [2007-06-16]. （原始内容存档于2007-09-29）.
2. ↑  .   [2007-06-16]. （原始内容存档于2019-04-25）.